# Al-Mutana ibn Harita
Al-Mutana ibn Harita al-Šajbani (arabsko المثنى بن حارثة الشيباني) je bil muslimanski arabski general v vojski Rašidunskega kalifata, * 570, Savad, severna Arabija, † 635, Hire. 

## Kariera
Al-Mutana je bil poveljnik muslimanskih Arabcev v Hiri, iz katere so napadali ravnice sasanidske Mezopotamije. Ko so se začeli domačini resno upirati, je prosil kalifa Abu Bakra za okrepitve.  
Ko je Omar postal kalif Rašidunskega kalifata, je v Hiro poslal vojsko pod vodstvom Abu Ubajda al-Takafija, ki je od al-Mutane prevzel poveljstvo združene vojske. Sledila je bitka na Evfratu, znana kot bitka pri mostu, v kateri je bil Abu Ubajd ubit, arabska vojska pa prepričljivo poražena. Al-Mutana je bil v bitki ranjen, a je preživel, tako kot 3000 arabskih vojakov, ki so pobegnili v Medino in drugam v arabsko puščavo. Leta 634 je al-Mutana s svojo vojsko porazil Perzijce v bitki pri Buvaibu. 
Bil je med poveljniki v bitki pri Kadisiji leta 636. Še isto leto je bil po osvojitvi sasanidskega ozemlja v Iraku in odhodu Halida ibn Valida postavljen za guvernerja arabskih zasedenih ozemelj v Iraku.

## Zapuščina
Al-Mutana je zaradi svojih zmag postal slavna zgodovinska osebnost v sodobnem Iraku. Njegovo ime je v naslovu uporabilo vsearabsko nacionalistično politično gibanje, imenovano Klub al-Mutana. Njegovo ime je dobila tudi provinca Mutana na jugu države in je bilo omenjeno v nekdanji iraški državni himni, ki se je uporabljala od leta 1981 do 2003. 

## Vir
- Ghareeb, Edmund; Dougherty, Beth (2004). Historical Dictionary of Iraq (v English). Lanham, Maryland, USA; Oxford, England, UK: Scarecrow Press. ISBN 978-0-8108-4330-1. OCLC 474387358.{{navedi knjigo}}:  Vzdrževanje CS1: neprepoznan jezik (povezava)